# Seznam léčivých hub
Toto je seznam léčivých hub.
| Český název (další českojazyčné a lidové názvy)                                                     | Vědecký název                                      | Využívaná část nebo obsahové látky | Lékopisný název  | Charakteristika účinků a použití                                                                                                  | Botanické vyobrazení nebo fotka |
| --------------------------------------------------------------------------------------------------- | -------------------------------------------------- | ---------------------------------- | ---------------- | --- | ------------------------------- |
| Boltcovitka bezová                                                                                  | Auricularia auricula-judae (Bull.) (Quél.)         |                                    |                  | |                                 |
| Hlíva ústřičná                                                                                      | Pleurotus ostreatus (Jacq.) (P. Kumm.)             |                                    |                  | |                                 |
| Housenice čínská                                                                                    | Ophiocordyceps sinensis (Berk.)                    |                                    |                  | |                                 |
| houževnatec jedlý                                                                                   | Lentinula edodes (Berk) (Pegler)                   |                                    |                  | |                                 |
| Korálovec ježatý                                                                                    | Hericium erinaceus                                 |                                    |                  | |                                 |
| Kvasinka pivní                                                                                      | Saccharomyces cerevisiae (Meyer) Hansen            |                                    | Faex medicinalis | roborans, zdroj vitamínů skupiny B, při akné, furunkolóze a dalších kožních onemocněních.                                         |                                 |
| Lesklokorka lesklá                                                                                  | Ganoderma lucidum (Curtis) (P.Karst.)              |                                    |                  | |                                 |
| Límcovka vrásčitoprstenná lícovka rýhoprstenná, límcovka Ferriova, límcovka obrovská, límcovka obří | Stropharia rugosoannulata (Farl.) (Murrill)        |                                    |                  | |                                 |
| Outlovka pestrá                                                                                     | Trametes versicolor (L.) (Fr.) (Quél.)             |                                    |                  | |                                 |
| Paličkovice nachová                                                                                 | Claviceps purpurea (Fr.) (Tul.)                    | námel                              | Secale cornutum  | uretotonikum, hypotonikum, sedativum vegetativního nervstva , farmaceutické zpracování                                            |                                 |
| Penicillium chrysogenum                                                                             | Penicillium chrysogenum (Thom)                     |                                    |                  | antibiotické účinky |                                 |
| Penízovka sametonohá penízovka zimní, plaménečka sametonohá, sametonožka, sametka, vánoční houba    | Flammulina velutipes (Curt.) (Sing.)               |                                    |                  | |                                 |
| Rezavec šikmý                                                                                       | Inonotus obliquus (Ach.) (Pers.) (Pilát)           | plodnice                           | Fungus inonoti   | roborans, analgetikum, Při vředových i nádorových chorobách žaludku, dvanáctníku. Posilující vliv na centrální nervovou soustavu. |                                 |
| Slizečka porcelánová, slizečka slizká                                                               | Oudemansiella mucida (Schrad.) (Höhn.)             | mucidin                            |                  | antimykotické účinky - léčba kožních mykóz                                                                                        |                                 |
| Troudnatec lékařský verpáník lékařský                                                               | Fomitopsis officinalis (Vill.) Bondartsev & Singer |                                    | Fungus laricis   | laxans, omezuje vylučování potu, antihidrotikum při chorobném pocení.                                                             |                                 |
| Trstnatec lupenitý                                                                                  | Grifola frondosa (Dicks.) (Gray)                   |                                    |                  | |                                 |